# Chrysosoma latemarginatum
Chrysosoma latemarginatum är en tvåvingeart som beskrevs av Octave Parent 1934. Chrysosoma latemarginatum ingår i släktet Chrysosoma och familjen styltflugor.
Artens utbredningsområde är Myanmar. Inga underarter finns listade i Catalogue of Life.